# Санкэй симбун
«Санкэй симбун» (яп. 産経新聞, акроним слов, яп. 産業 сангё - промышленность, индустрия и яп. 経済 кэйдзай - экономика, в значении букв. «Промышленно-экономическая газета»; ромадзи: Sankei Shimbun) — японская ежедневная газета, издаваемая одноимённой корпорацией. Газета выходит дважды в день, утром и вечером (вечерний выпуск распространяется только в пристоличном регионе).

## История
20 июня 1933 года Хисаёси Маэда выпустил первый номер торгово-финансового вестника «Японская промышленная газета» («Нихон когё симбун»). 1 ноября 1942 года вестник переименован в «Промышленно-экономическую газету» («Сангё кэйдзай симбун» или сокращённо — «Санкэй симбун»). 1 марта 1950 года начинается издание газеты в Токио, куда со временем переместился головный офис. Тогда же владельцы газеты решили отказаться от экономической специализации, превратив её в общенациональное издание, желая тем самым расширить читательскую аудиторию и увеличить тиражи. В феврале 1952 года вышел первый номер журнала «Еженедельный Санкэй» (ныне SPA!). В июне 1953 года в Токио начато издание вечернего выпуска газеты. 1 ноября 1955 года был создан конгломерат «Санкэй дзидзи», объединивший газету и агентство новостей «Дзидзи». Финансовый кризис в Японии 1957—1958 годов поставил конгломерат на грань банкротства и бизнесмен Сигэо Мидзуно вывел «Санкэй симбун» из альянса с агентством.
В 1962 году «Санкэй симбун» учредила новый титул в японском го, Дзюдан (буквально — «10-й дан»), ставший со временем одним из семи высших титулов японского го, и новый титул в японской игре сёги, Кисэй, один из семи основных мужских титулов («корон») сёги. В 1964 году газета начинает тесно сотрудничать с телекомпанией «Фудзи» и радиовещательной компанией «Ниппон хосо», что привело в 1967 году к созданию медиа-группы «Фудзисанкэй». В 2002 году было прекращено издание вечерних выпусков в Осаке и Токио, с тех пор по вечерам газеты выходит только для пристоличного региона. 1 октября 2007 года «Санкэй симбун» и MSN Японии создали совместный интернет-портал MSN Sankei News.

## Политическая позиция
«Санкэй симбун» считается националистически и консервативно настроенной газетой, близкой к Либерально-демократической партии. Традиционно занимает антикоммунистические, проамериканские позиции.

## Современное положение
«Санкэй симбун» считается одной из пяти национальных газет Японии, в число которых также входят «Асахи симбун», «Майнити симбун», «Нихон кэйдзай симбун» и «Ёмиури симбун». В то же время тираж газеты значительно упал за последние годы. В 2008 году тираж утреннего выпуска составлял 2,166 млн экз., а в[2011 году только 1,610 млн. По тиражу газета занимает 9-е место в Японии и 16-е в мире.
Центральный офис газеты находится в Токио в здании Tokyo Sankei Building в районе Тиёда. Другие офисы располагаются в городах Осака (в Namba Sankei Building в районе Нанива-ку и в Breezé Tower в районе Кита-ку) и Фукуока (Sunlight Building в районе Тюо-ку). Действуют корреспондентские бюро в Вашингтоне, Нью-Йорке, Пекине (с отделениями в Шанхае и Тайбэе), Сеуле, Нью-Дели, Сингапуре, Лондоне, Париже, Москве и на Ближнем Востоке.
Sankei Shimbun Co. Ltd является частью группы Fujisankei Communications Group и на 40 % принадлежит медиа-холдингу Fuji Television Network, Inc. Компания также является владельцем Радиовещательной корпорации Осаки (англ. Osaka Broadcasting Corporation, «Радио Осака»). Корпорация Sankei Shimbun Co. Ltd помимо газеты «Санкэй симбун» также издаёт спортивную ежедневную газету «Санкэй Спортс» (тираж в 2008 году — 1,272 млн.), таблоид Yukan Fuji, «Санкэй экспресс», еженедельный журнал SPA! и ряд других изданий. «Санкэй симбун» и MSN Японии владеют совместным интернет-порталом MSN Sankei News. Газета является учредителем и спонсором высших титулов японских игр го и сёги, Дзюдан и Кисэй.